# Mistrzostwa Polski w kolarstwie przełajowym 1947
Mistrzostwa Polski w kolarstwie przełajowym 1947 odbyły się w Warszawie.
Były to pierwsze mistrzostwa Polski w kolarstwie przełajowym po zakończeniu II wojny światowej.

## Wyniki
- Lucjan Pietraszewski (Dziewiarski KS Łódź)[1]
- Roman Siemiński (Elektryczność Warszawa)
- Bolesław Napierała (Sarmata Warszawa)